# Freedom, Inc.

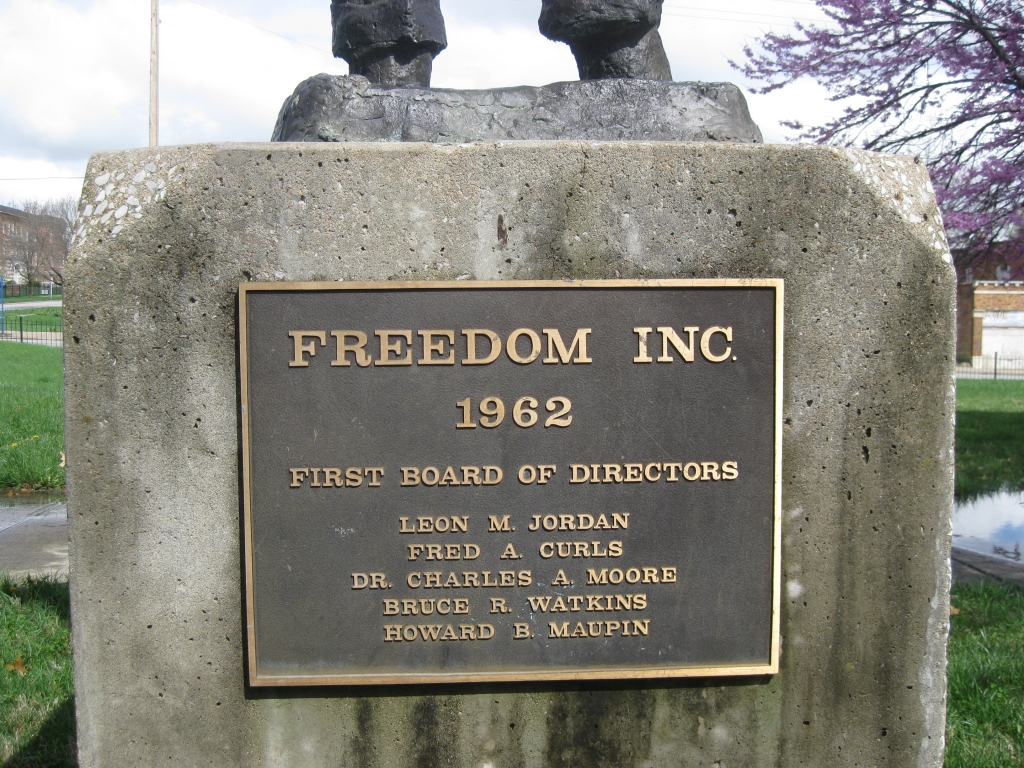
Plaque à l'arrière de la base de la statue de Leon M. Jordan Memorial Park à Kansas City, Missouri

Freedom, Inc. ou Freedom, Incorporated of Kansas City Missouri est une organisation politique fondée en 1961  par cinq militants politiques afro-américains,,,, Bruce Watkins, Howard Maupin, Charles Moore, Fred Curls, Leon Jordan. Elle joua un rôle crucial dans la déségrégation des infrastructures publiques de Kansas City, dans l'élection de nombreux représentants noirs à la Chambre des représentants du Missouri depuis 1963, la candidature de Bruce R. Watkins à la mairie de Kansas City en 1978-1979, l'élection de Alan Wheat en 1982 (le premier membre noir du Congrès à représenter un district majoritairement blanc dans la région métropolitaine du Grand Kansas, Missouri ), l'élection d'Emmanuel Cleaver comme premier maire noir de Kansas City en 1991, et - selon de nouvelles informations rapportées sur KKFI le 18 février 2012 lors d'une interview du réalisateur Emiel Cleaver - aurait peut-être permis l'élection des "Premiers maires noirs" à la Nouvelle-Orléans, en Louisiane et dans d'autres grandes villes américaines.  
L'organisation aurait été la grande idée de Leon M. Jordan et Bruce R. Watkins, qui furent élus premier président et coprésident respectivement. 